# SA-2 (Apollo)
Ne doit pas être confondu avec le missile soviétique S-75 Dvina, désigné « SA-2 » par l'OTAN.
SA-2, pour « Saturn Apollo-2 », fut le deuxième vol du lanceur américain Saturn I, premier vol du projet Highwater (en), et faisait partie du programme Apollo. La fusée fut lancée le 25 avril 1962 de Cap Canaveral, en Floride, pour une mission très courte, d'une durée de deux minutes et quarante secondes.

## Histoire
La préparation du lancement pour la mission débuta à Cap Canaveral le 27 février 1962, avec l'arrivée du deuxième lanceur Saturn I, et prit 58 jours. La seule modification significative appliquée au lanceur depuis celui de la mission précédente SA-1 fut l'ajout de cloisons supplémentaires dans les réservoirs afin de prévenir le ballottement du carburant qu'avait connu SA-1 pendant les derniers instants de son vol. S'il n'y eut aucun retard majeur, de nombreux problèmes mineurs furent toutefois rapportés.
Le 19 mars, une fuite fut détectée entre le dôme d'oxygène liquide et l'injecteur à l'emplacement du moteur H-1 no 4. Des tentatives de résoudre le problèmes furent réalisées le 20 mars, mais sans succès. Après de nombreuses discussions entre Rocketdyne, le personnel de l'équipe d'ingénieurs et les officiers du lancement, il fut finalement décidé le 21 mars de lancer la fusée sans remplacer le moteur, ce qui aurait causé des retards importants au lancement.
Les 26 et 27 mars, d'autres problèmes mineurs furent découverts dans le sous-système de guidage et lors des opérations avec la structure de service. Le 28 mars, des jauges de contrainte endommagées furent découvertes au niveau des structures reliées au circuit d'oxygène liquide, alors que le 30 mars, un carénage de trou d'homme au niveau de l'étage Centaur fictif (S-V-D) fut découvert endommagé et dut être remplacé dans la journée. Entre les 9 et 11 avril, de nombreux problèmes furent rencontrés avec l'ordinateur de remplissage des réservoirs, ainsi que celui reçu pour le remplacer. Ils furent finalement réparés et, le 17 avril, leur fonctionnement fut jugé satisfaisant pour continuer les opérations liées au lancement. Le 19 avril, trois systèmes hydrauliques furent également identifiés comme potentielles sources de problèmes, mais, en dépit des divers soucis rencontrés pendant la préparation du vol, la date initiale de lancement, fixée au 25 avril, put être maintenue.

## Vol

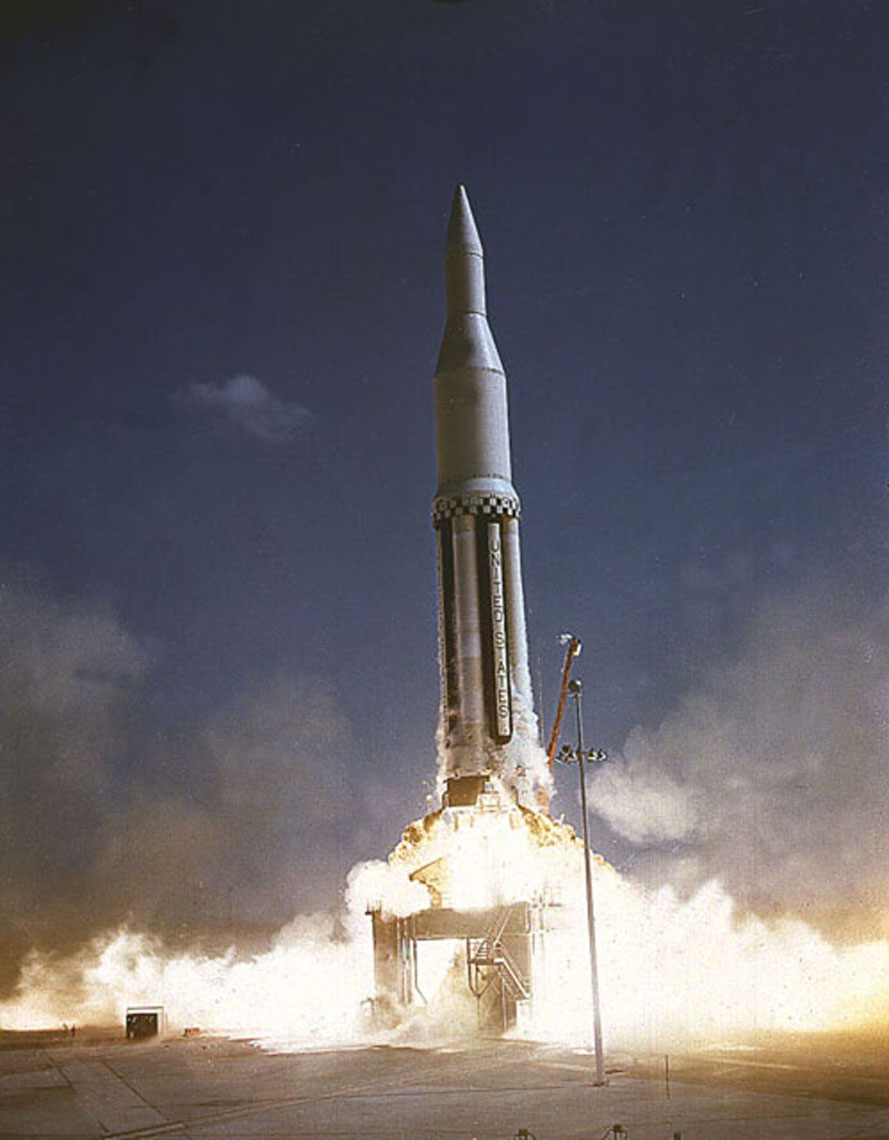
Lancement de SA-2, le 25 avril 1962.

Le compte-à-rebours le 25 avril se déroula sans encombre, à l'exception d'un arrêt de trente minutes lorsqu'un appareil pénétra à l'intérieur de la zone de sécurité, à 96 km du pas de tir,.
SA-2 décolla le 25 avril 1962 à 14 h 0 min 34 s UTC, depuis le Complexe de lancement 34 (LC-34), sur la base de lancement de Cap Canaveral, avec une masse de 281 000 kg d'ergols, soit environ 83 % de sa capacité maximale.
Les moteurs H-1 s'éteignirent à une altitude de 56 km, après avoir fonctionné pendant 1 min 55 s et avoir atteint une vitesse maximale de 6 040 km/h,. Le véhicule continua sur son inertie à grimper jusqu'à une altitude de 105,265 km, au point de coordonnées 28° 23′ 39″ N, 79° 44′ 52″ O à laquelle, 2 min 40 s après le lancement, les équipes de lancement envoyèrent une commande de destruction à la fusée, déclenchant plusieurs charges explosives et détruisant l'intégralité du véhicule.

## Objectifs
Les objectifs de la mission SA-2 étaient globalement les mêmes que ceux de la mission SA-1, car il s'agissait avant tout de tester la fusée Saturn I avec les nouveaux moteurs H-1. En particulier, ses objectifs étaient de démontrer les performances de la propulsion et sa bonne adaptation à la mission, les caractéristiques aérodynamiques et structurelles du véhicule, les systèmes de guidage et de contrôle, ainsi que les infrastructures de lancement et l'équipement de soutien au sol. La NASA déclara tous ces objectifs comme étant accomplis avec succès. De plus, le phénomène de ballottement du carburant (en anglais : sloshing) qui avait affecté le vol de SA-1, avait été diminué.
Un second objectif de cette mission — et de la mission suivante SA-3 — était le projet Highwater, qui prévoyait le largage volontaire de l'importante quantité d'eau contenue dans les deuxième et troisième étages factices de la fusée pour étudier la nature de l'ionosphère de notre planète ainsi que les nuages noctulescents et le comportement de la glace dans l'espace.
Les deux étages factices de la mission SA-2 contenaient approximativement 86 tonnes d'eau,, utilisées pour simuler la masse de futures charges utiles. Le deuxième étage contenait 44 tonnes d'eau, tandis que le troisième en contenait 42 tonnes. Lorsque la commande de destruction fut envoyée à la fusée, des charges de dynamite coupèrent en deux le deuxième étage longitudinalement, relâchant instantanément son chargement d'eau. Des charges de Primacord découpèrent plusieurs trous d'environ 30 centimètres de diamètre dans le troisième étage, ce dernier relâchant alors sa charge d'eau sur plusieurs secondes,. Le nuage contenait également environ 3 400 kg de RP-1 et 4 600 kg d'oxygène liquide qui, d'après les analyses postérieures au lancement, se comportèrent globalement de la même manière que l'eau.
Les caméras au sol, réparties sur neuf sites d'observation différents, enregistrèrent immédiatement la présence d'un nuage d'eau. En parallèle, un observateur à bord d'un avion de l'US Air Force et cinq personnes présentes dans l'une des stations d'observations terrestres — celle de Grand Bahama Island (26° 39′ 15″ N, 78° 55′ 59″ O) — commencèrent à apercevoir la formation du nuage environ quatre à cinq secondes après son largage,. Ces observateurs rapportèrent que le nuage disparut de leur vision en cinq secondes en moyenne, alors que des instruments plus sensibles purent traquer le nuage jusqu'à une altitude maximale de 161 km,. Le nuage produisit des perturbations radio ressemblantes à celles produites par un orage, ce que Wernher von Braun décrivit comme « probablement la première tempête synthétique jamais créée dans l'espace ». L'expérience Highwater I de ce vol fut elle-aussi déclarée comme étant un succès.